# Rőder Béla
Rőder Béla (1912–1984) Kossuth-díjas esztergályos, a Rákosi Mátyás Vas- és Fémművek, majd a Csepel Vas- és Fémművek dolgozója, sztahanovista.
Részt vett a sztahanovista mozgalomban. 1948 és 1953 között a Szabad Nép című napilap munkaversennyel kapcsolatos cikkeiben 45 alkalommal szerepelt, ezzel – Muszka Imre, Loy Árpád és Gazda Géza mellett – a négy legtöbbet hivatkozott sztahanovista egyike.
1951-ben, 1953-ban és 1955-ben Kiváló Dolgozó címmel díjazták. 1952-ben megkapta a Kossuth-díj ezüst fokozatát, a hosszas indoklás szerint „1951-ben mozgalmat indított annak érdekében, hogy a sztahanovisták segítsék az elmaradottakat, adják át munkamódszerüket. Teljesítményszázaléka állandóan 200–300 százalék között van. Az általa elindított mozgalom erősen terjed, és az ipar minden területén gyökeret vert.”